# 蓝灰龙胆
蓝灰龙胆（学名：Gentiana caeruleo-grisea）为龙胆科龙胆属的植物，是中国的特有植物。分布在中国大陆的甘肃、青海、西藏等地，生长于海拔3,600米至4,250米的地区，常生于山坡草地及高山草甸，目前尚未由人工引种栽培。